# Otto Berg
Otto Berg (n. 23 noiembrie 1873, Berlin, Imperiul German – d. 1939) a fost un om de știință german. El este unul dintre descoperitorii reniului, penultimul element prezent în natură (și ultimul element stabil) care nu fusese încă descoperit până la acea dată. 

## Reniul
În 1925, în Germania, Walter Noddack , Ida Tacke și Otto Berg au raportat că au detectat elementul în minereul de platină și în mineralul columbit. Ei au găsit, de asemenea, reniu în gadolinit și molibdenit. În 1928 au reușit să separe un gram din forma metalică a reniului prin procesarea a 660 kg de molibdenit.

## Technețiul
Aceeași echipă a fost – de asemenea – implicată în descoperirea technețiului, raportând descoperirea elementului cu numărul de ordine 43 tot în 1925. Elementul 43 a fost denumit masuriu (după Masuria, regiunea în care își avea originea familia lui Walter Noddack). Grupul a bombardat columbitul cu un fascicul de electroni și a dedus prezența elementului 43 prin examinarea spectrogramelor de difracție de raze X. Lungimea de undă a radiației X produse este corelată numărului atomic printr-o formulă derivată de către Henry Moseley în 1913. Echipa a susținut că detectează un semnal de raze X slab la o lungime de undă specifică elementului 43. Experimentul nu  putut fi replicat de către alți cercetători ai epocii, motiv pentru care descoperirea lor a fost considerată eronată pentru mulți ani.
Paternitatea descoperirii elementului cu numărul de ordine 43 îi este atribuită lui Carlo Perrier și Emilio Segrè (1937). 